# Campionati norvegesi di sci alpino 1975
I Campionati norvegesi di sci alpino 1975 si svolsero a Bjorli e a Oppdal tra il 16 e il 23 febbraio; furono assegnati i titoli di discesa libera, slalom gigante, slalom speciale e combinata, sia maschili sia femminili.

## Risultati

### Uomini

#### Discesa libera
| Pos. | Atleta             | Nazione  |
| ---- | ------------------ | -------- |
| 1    | Nils Een           | Norvegia |
| 2    | Agnar Dørum        | Norvegia |
| 3    | Stein Ivar Halsnes | Norvegia |

Data: 16 febbraio

Località: Oppdal

#### Slalom gigante
| Pos. | Atleta            | Nazione  |
| ---- | ----------------- | -------- |
| 1    | Odd Sørli         | Norvegia |
| 2    | Dag Bjørn Østvold | Norvegia |
| 3    | Stein Erik Bye    | Norvegia |

Data: 22 febbraio

Località: Bjorli

#### Slalom speciale
| Pos. | Atleta                | Nazione  |
| ---- | --------------------- | -------- |
| 1    | Odd Sørli             | Norvegia |
| 2    | Knut Erik Johannessen | Norvegia |
| 3    | Stein Erik Bye        | Norvegia |

Data: 23 febbraio

Località: Bjorli

#### Combinata
| Pos. | Atleta             | Nazione  |
| ---- | ------------------ | -------- |
| 1    | Nils Een           | Norvegia |
| 2    | Stein Ivar Halsnes | Norvegia |
| 3    | Agnar Dørum        | Norvegia |

### Donne

#### Discesa libera
| Pos. | Atleta           | Nazione  |
| ---- | ---------------- | -------- |
| 1    | Torill Fjeldstad | Norvegia |
| 2    | Bente Dahlum     | Norvegia |
| 3    | Toril Førland    | Norvegia |

Data: 16 febbraio

Località: Oppdal

#### Slalom gigante
| Pos. | Atleta             | Nazione  |
| ---- | ------------------ | -------- |
| 1    | Torill Fjeldstad   | Norvegia |
| 2    | Hanne Hesle        | Norvegia |
| 3    | Ellen Karin Vangen | Norvegia |

Data: 22 febbraio

Località: Bjorli

#### Slalom speciale
| Pos. | Atleta           | Nazione  |
| ---- | ---------------- | -------- |
| 1    | Torill Fjeldstad | Norvegia |
| 2    | Bente Dahlum     | Norvegia |
| 3    | Toril Førland    | Norvegia |

Data: 23 febbraio

Località: Bjorli

#### Combinata
| Pos. | Atleta           | Nazione  |
| ---- | ---------------- | -------- |
| 1    | Torill Fjeldstad | Norvegia |
| 2    | Bente Dahlum     | Norvegia |
| 3    | Toril Førland    | Norvegia |